# Eduard Spörer
Eduard Spörer, auch Spoerer (* 12. Juni 1841 in Reval; † 22. November 1898 in Düsseldorf), war ein russisch-estnisch-deutscher Maler der Düsseldorfer Schule.

## Leben
Spörer wurde als Sohn des Landwirts und Pächters Franz Spörer und seiner Frau Caroline Eleonore, geb. Busch, geboren. Ludwig, ein Bruder Spörers, beschritt die Laufbahn eines Architekten. Eduard Spörer besuchte ab 1859 die Akademie der Künste Sankt Petersburg. 1868 verzeichnen ihn die Quellen als „freien Künstler“. Ab 1870 lebte er in Düsseldorf, wo er sich von dem Deutsch-Balten Eugen Dücker in der Landschaftsmalerei anleiten ließ.
Spörer unternahm zahlreiche Studienreisen, nach Rügen, Paris, in die Bretagne, die Normandie und auf die Insel Jersey, in die Schweiz und das Rhonetal sowie an den Niederrhein.

## Werk

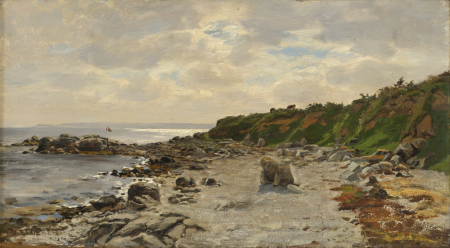
Meeresküste, 1879

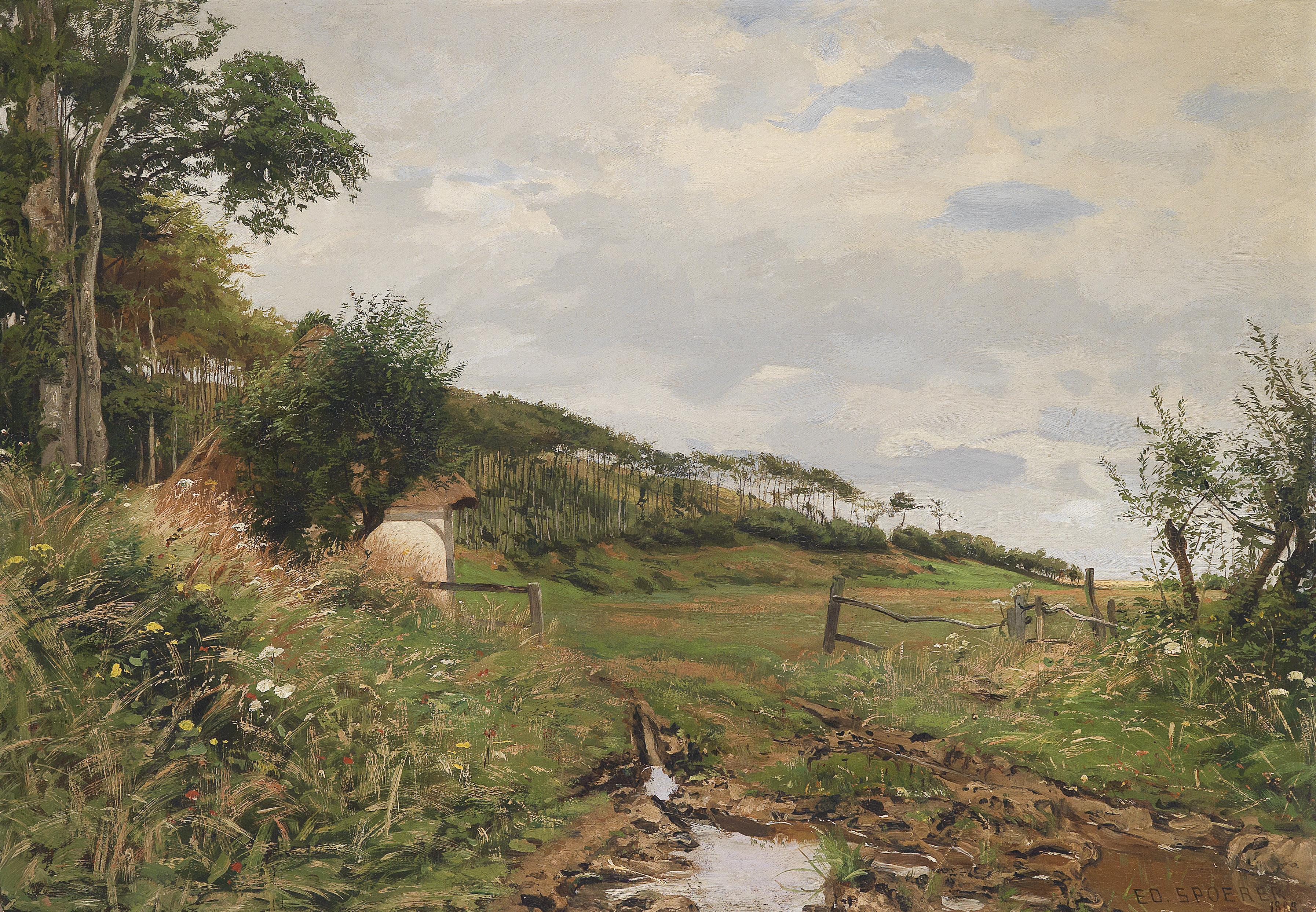
Sommerwiese, 1883

Spörer malte Landschaften, insbesondere Küsten- und Strandbilder. Seine Werke waren auf Ausstellungen in Deutschland und Österreich vertreten. Für ein Strandbild aus der Bretagne erhielt er auf der Ausstellung zur Jubiläumsfeier der Königin Victoria die große goldene Medaille.